# زابرجه (نووی پازار)
زابرجه (به صربی: Zabrđe) یک منطقهٔ مسکونی در صربستان است که در نووی پازار واقع شده‌است.